# Маслаєв Олександр Віталійович
Олександр Віталійович Маслаєв (1 вересня 1944, Москва, СССР — 8 січня 2010, Росія) — російський актор, журналіст, художник. Помер від запалення легень.

## Біографія
Відомий за своїми ролями у фільмах Світлани Баскової і Олега Мавроматті, найбільш відомий за роль охоронця у фільмі «Зелений слоник». За роки життя встиг написати дві автобіографічні книги: «Жити по-великому» і «Блакитний принц».

## Фільмографія
- 1996 — Безкінечність дурна (Реж. Наталія Борисова)
- 1997 — Таємна естетика марсіанських шпигунів
- 1998 — Коки — Бегущий Доктор
- 1999 — Зелений слоник
- 2001 — П'ять пляшок горілки
- 2003 — Голова
- 2006 — Моцарт
- 2010 — Шапіто-шоу